# 이우일
이우일(1969년 10월 14일 ~ )은 대한민국의 만화가이다. 본관은 화산(花山). 1998년 동아일보에 연재한 《도날드닭》을 비롯한 만화들로 알려져 있다.

## 약력
서울특별시에서 태어나 홍익대학교 시각디자인과를 졸업한 뒤, 《신나는 노빈손》 시리즈, 《호메로스가 간다》 시리즈, 《이우일, 선현경의 신혼 여행기》, 《옥수수빵 파랑》, 《현태준 이우일의 도쿄 여행기》, 《우일우화》, 《도날드닭》,《김영하 이우일의 영화 이야기》,《고양이 카프카의 고백》 등의 책을 출판하였고, 인터넷 상에서도 〈존나깨군〉, 〈아빠와나〉 등을 연재하였다. 또한 패닉의 2집 '밑'의 일러스트, 김영하 소설(오빠가 돌아왔다, 퀴즈쇼 등)의 표지 디자인, 엔제리너스 까페의 메인 로고를 그리기도 하였다.
가족관계에서 보면 만화가이자 동화작가인 선현경의 남편이다. 또한 인디 밴드 코코어의 리더이자 신나는 노빈손 시리즈의 공동 만화가인 이우성의 형이다.
어렸을 때 뇌와 관련된 큰 부상을 당했고 이로 인해 병역이 면제되었다. 그래서 이 상처를 가리기 위해 항상 모자 또는 두건를 쓰고 다닌다.

## 저서

### 일러스트 저서
- 《신나는 노빈손》시리즈
  - 《세계 역사탐험 시리즈》
  - 《가다! 시리즈》
  - 《타임머신 어드벤처 시리즈》
  - 《어드벤처 시리즈》
  - 《계절탐험 시리즈》